# Russian Woman
«Russian Woman» (Рашен Вумен — укр. «Російська жінка») — пісня, з якою російська співачка таджицького походження Маніжа представить Росію на пісенному конкурсі «Євробачення-2021» у травні 2021 року в Роттердамі, Нідерланди. Маніжа виступатиме в першому півфіналі конкурсу, який відбудеться 18 травня 2021 року, виступ співачки запланований на першу половину шоу.
Пісня стала переможницею національного відбору, який відбувся в прямому ефірі федерального «Першого каналу» Російської Федерації 8 березня 2021 року. За підсумками глядацького SMS-голосування співачка здобула 39.7 % підтримки, випередивши свого найближчого суперника — дует #2Маші з їхньою піснею «Bitter Words» — на 4 %. Перемогу в національному відборі Маніжа присвятила своїй бабусі, яка «завжди вірила в її успіх».
|          | Це пісня про трансформацію самовідчуття жінки за останні кілька століть у Росії. Російська жінка пройшла дивовижний шлях від селянської хати до права обирати й бути обраною (однією з перших у світі), від фабричних цехів до польотів у космос. Вона ніколи не боялася протистояти стереотипам і брати відповідальність на себе. Це й стало джерелом натхнення для написання пісні. За збігом обставин вона народилася 8 березня 2020 року на гастролях, але вперше я виконую її лише через рік. |
| — Маніжа | |

## Пісня
Пісня «Russian Woman» була однією з трьох композицій, які брали участь у фіналі російського національного відбору напередодні європейського пісенного конкурсу «Євробачення-2021». Фінал був організований російським «Першим каналом» і транслювався в прямому ефірі в понеділок, 8 березня 2021, у Міжнародний жіночий день, а написана пісня була рівно за рік до цього — 8 березня 2020 року, під час турне співачки. У фіналі Маніжа виконала пісню під російською назвою і отримала найбільшу кількість голосів глядачів — 39.7 %, завдяки чому здобула перемогу.
Пісня написана самою Маніжею в співавторстві з двома ізраїльськими композиторами — Орі Авні і Орі Капланом.

## Критика
Незабаром після оголошення результатів і «Перший канал», і сама Маніжа зіткнулися зі серйозною хвилею критики. Глядачі звинуватили канал у несерйозній підготовці до проведення заходу та представленні артистів, що не відповідають формату конкурсу, на адресу співачки лунали ксенофобні коментарі: користувачі соцмереж були проти того, щоб Росію на конкурсі представляла уродженка Таджикистану неслов'янської зовнішності.
Вслід за цим, 18 березня 2021 року Слідчий комітет РФ розпочав перевірку на предмет екстремізму в тексті пісні.